# Vélodrome Maspes-Vigorelli
 (mars 2025).

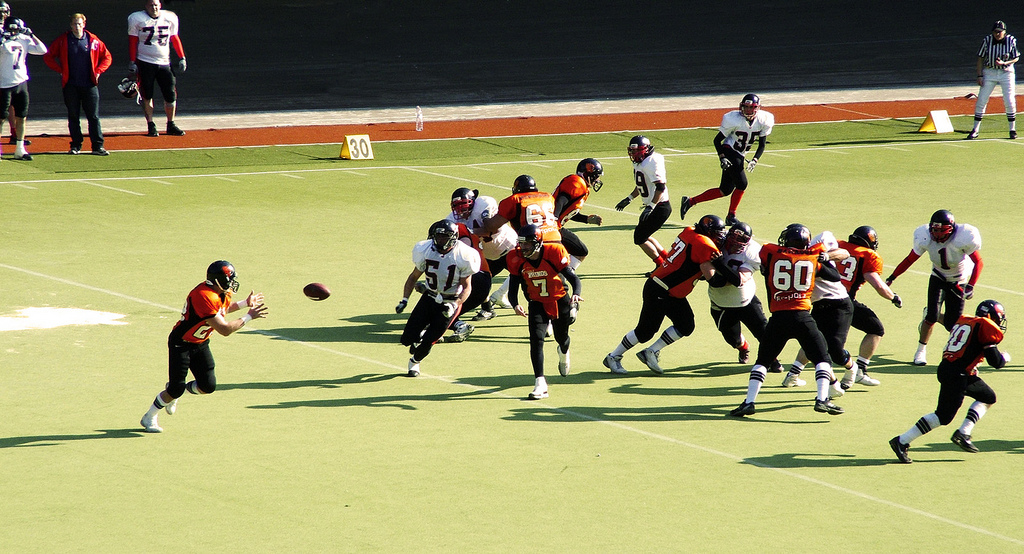
Match des Rhinos de Milan au vélodrome Vigorelli

Le vélodrome Maspes-Vigorelli, ou vélodrome Vigorelli est un vélodrome situé à Milan, en Italie.

## Histoire
Il a été construit en 1935 par le fabricant de cycles Vigorelli. Tous les records de l'heure cyclistes ont été battus dans ce vélodrome de 1935 à 1958. Détruit pendant la Seconde Guerre mondiale par un bombardement de la Royal Air Force, il a été reconstruit.
Il accueille aujourd'hui principalement des matchs de football américain.